# Puissalicon
Puissalicon – miejscowość i gmina we Francji, w regionie Oksytania, w departamencie Hérault.
Według danych na rok 1990 gminę zamieszkiwały 802 osoby, a gęstość zaludnienia wynosiła 61 osób/km² (wśród 1545 gmin Langwedocji-Roussillon Puissalicon plasuje się na 401. miejscu pod względem liczby ludności, natomiast pod względem powierzchni na miejscu 598.).